# Ectozoma pavonii
Ectozoma pavonii är en potatisväxtart som beskrevs av John Miers. Ectozoma pavonii ingår i släktet Ectozoma och familjen potatisväxter. Inga underarter finns listade i Catalogue of Life.